# Motor Renault RS
La serie RS es una familia de motores de Fórmula 1 de aspiración atmosférica, diseñados, desarrollados y fabricados conjuntamente por Mecachrome y Renault Sport para su uso en Fórmula Uno, y utilizados por los equipos Arrows, BAR, Williams, Ligier, Lotus, Caterham, Benetton, Renault y Red Bull, desde 1989 hasta 2013 Los motores venían en configuraciones V10 (3,5L o 3,0L)y posteriores V8 (2,4L). Las cifras de potencia variaban: desde 650 HP (659 CV) a 12.500 rpm, para luego superar 900 HP (912,5 CV) a 19.000 rpm. El motor RS26 V8 de 2,4 litros, utilizado en 2006, es uno de los motores de Fórmula Uno de mayor régimen de giro de la historia, con 20.500 rpm. Entre 1998 y 2000, los motores RS9 se denominaron Mecachrome, Supertec y Playlife.

## Rendimiento

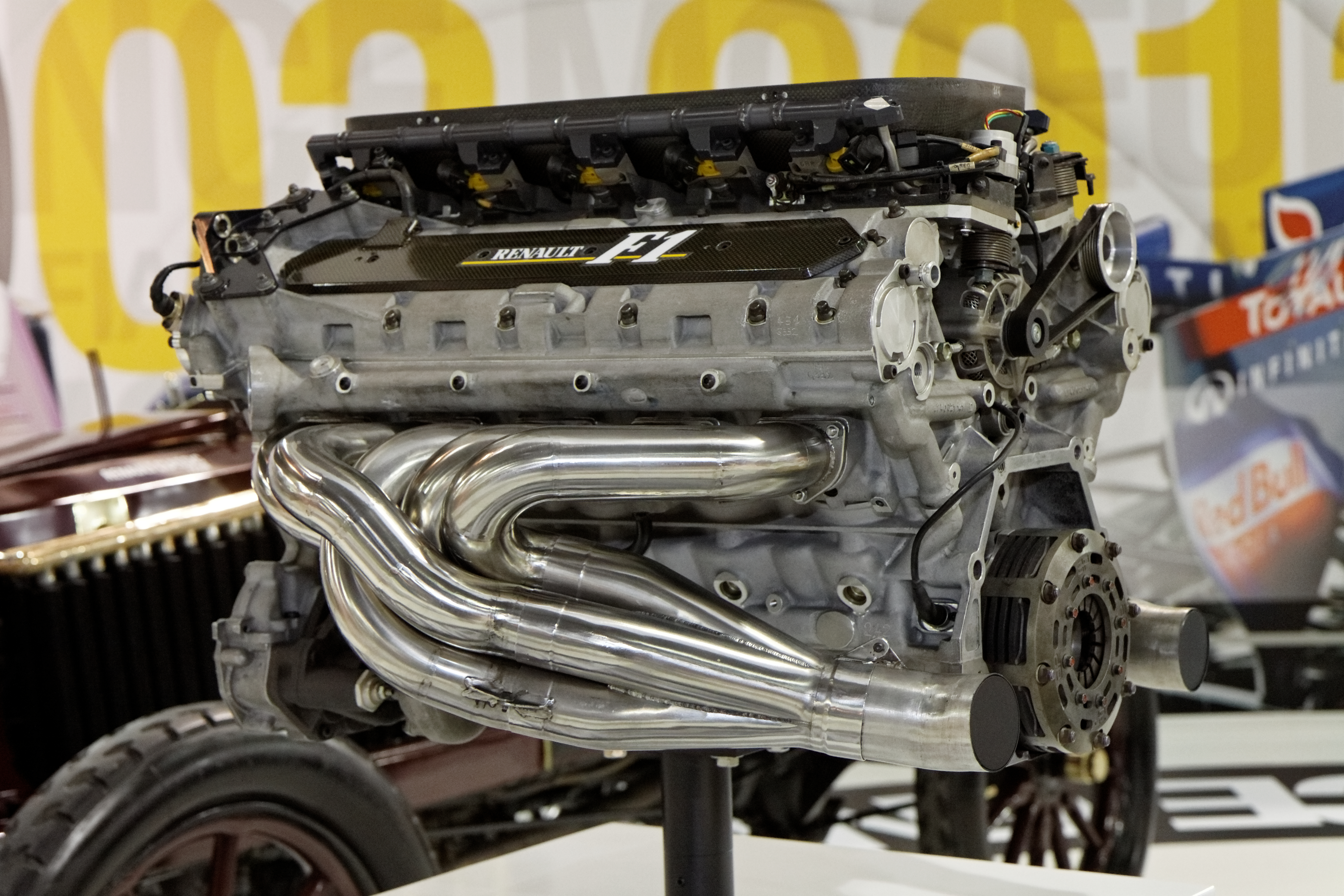
El motor Renault RS2 3.5 V10 consiguió dos victorias en el Williams FW13B en 1990.

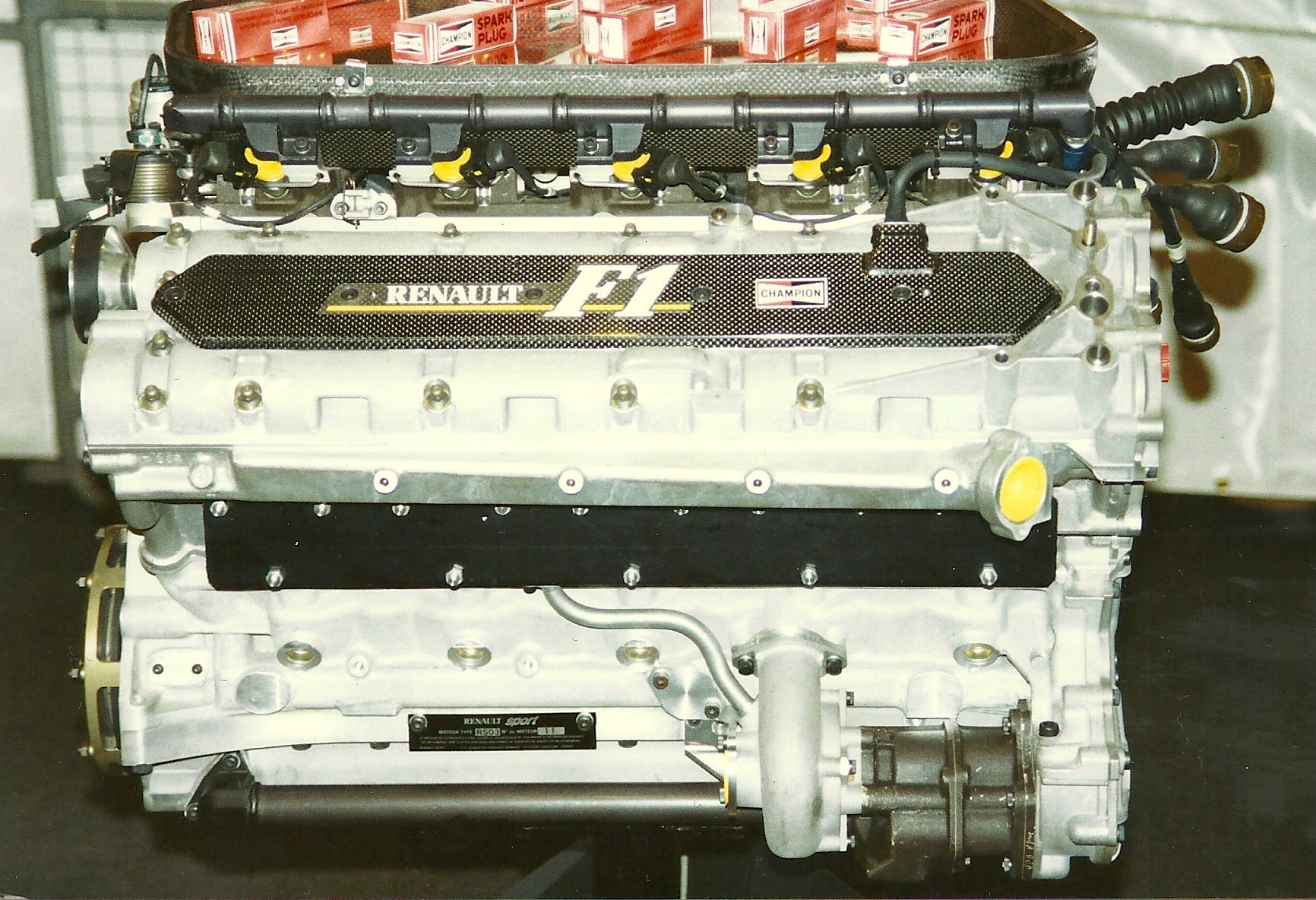
Motor Renault RS3 3.5 V10; utilizado en el Williams FW14 (1991-1992). El RS3 vio las primeras victorias de Renault en el Campeonato Mundial de Pilotos (Nigel Mansell) y de Constructores (Williams) en 1992.

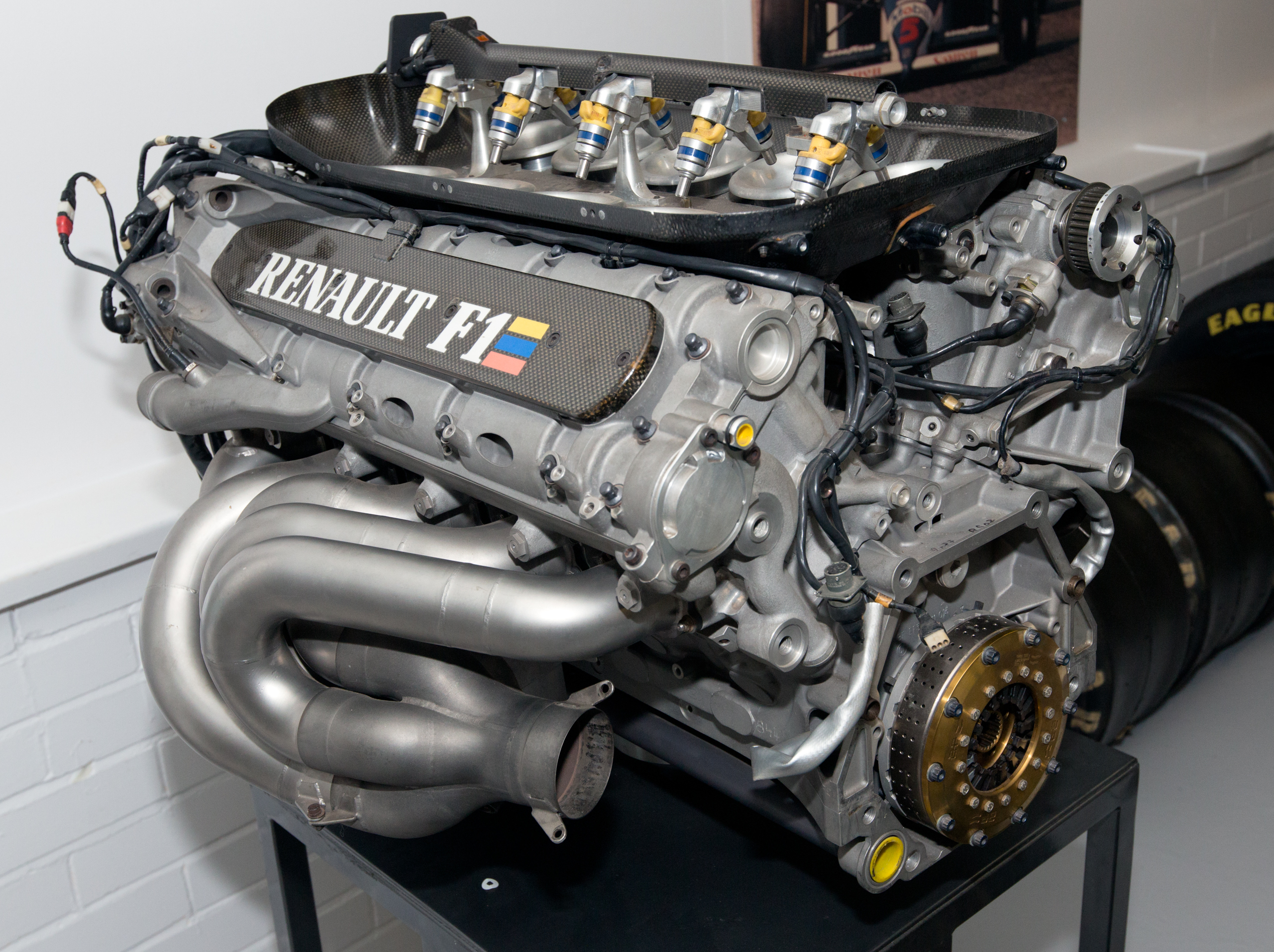
Motor Renault RS7 3.0 V10 de 1995; utilizado en Williams FW17 y Benetton B195.

### Motores V10 atmosféricos

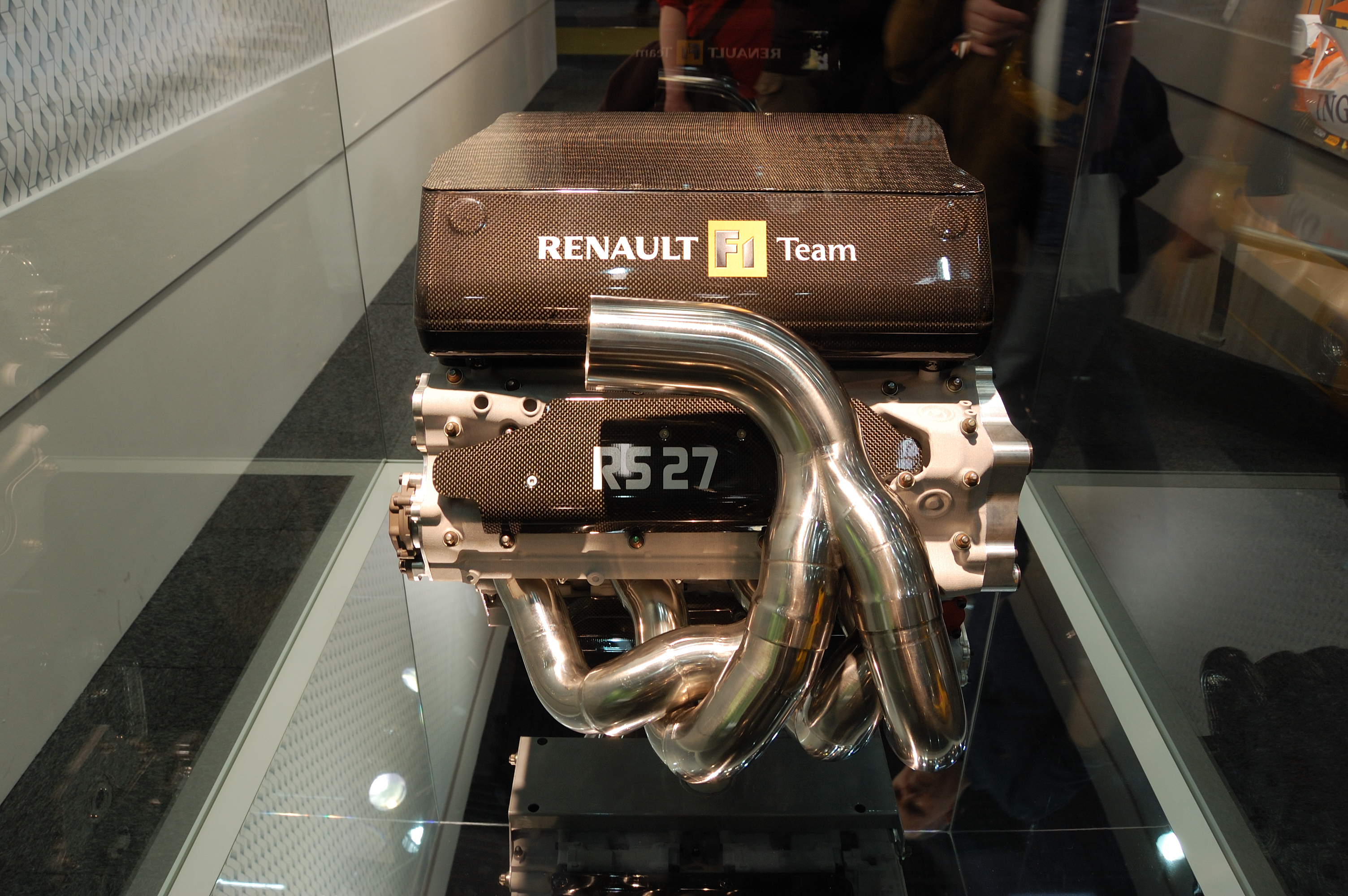
Renault RS27

| Designación                               | Ángulo de inclinación (°) | Configuración | Cilindrada (L) | Aspiration  | Potencia                     | Año  | Victorias |
| ----------------------------------------- | ------------------------- | ------------- | -------------- | ----------- | ---------------------------- | ---- | --- |
| RS1                                       | 67                        | V10           | 3.5            | Atmosférico | 650 hp 12,500 rpm            | 1989 | CAN, AUS |
| RS2                                       | 67                        | V10           | 3.5            | Atmosférico | 660 hp 12,800 rpm            | 1990 | SMR, HUN |
| RS3                                       | 67                        | V10           | 3.5            | Atmosférico | 700 hp 12,500 rpm            | 1991 | MEX, FRA, GBR, GER, ITA, POR, ESP |
| RS4                                       | 67                        | V10           | 3.5            | Atmosférico | 750 hp 13,000 rpm            | 1992 | RSA, MEX, BRA, ESP, SMR, FRA, GBR, GER, POR, JPN Nigel Mansell (Campeonato de pilotos) Williams-Renault (Campeonato de constructores)                          |
| RS5                                       | 67                        | V10           | 3.5            | Atmosférico | 760-780 hp 13,800 rpm        | 1993 | RSA, SMR, ESP, CAN, FRA, GBR, GER, HUN, BEL, ITA Alain Prost (Campeonato de pilotos) Williams-Renault (Campeonato de constructores)                            |
| RS6/RS6B/RS6C                             | 67                        | V10           | 3.5            | Atmosférico | 790-830 hp 14,300 rpm        | 1994 | ESP, GBR, BEL, ITA, POR, JPN, AUS Williams-Renault (Campeonato de constructores)                                                                               |
| RS7                                       | 67                        | V10           | 3.0            | Atmosférico | 675-700 hp 15,200-15,600 rpm | 1995 | BRA, ARG, SMR, ESP, MON, FRA, GBR, GER, HUN, ITA, EUR, PAC, JPN, AUS Michael Schumacher (Campeonato de pilotos) Benetton-Renault (Campeonato de constructores) |
| RS8                                       | 67                        | V10           | 3.0            | Atmosférico | 700-760 hp 14,500-16,000 rpm | 1996 | AUS, BRA, ARG, EUR, SMR, CAN, FRA, GBR, GER, HUN, POR, JPN Damon Hill (Campeonato de pilotos) Williams-Renault (Campeonato de constructores)                   |
| RS9                                       | 71                        | V10           | 3.0            | Atmosférico | 730-760 hp 14,600-16,000 rpm | 1997 | BRA, ARG, SMR, ESP, GBR, GER, HUN, AUT, LUX Jacques Villeneuve (Campeonato de pilotos) Williams-Renault (Campeonato de constructores)                          |
| Mecachrome/Playlife GC37-01 (Renault RS9) | 71                        | V10           | 3.0            | Atmosférico | 750-775 hp 14,000-15,600 rpm | 1998 | N/A |
| Supertec/Playlife FB01 (Renault RS9)      | 71                        | V10           | 3.0            | Atmosférico | 750-780 hp 14,000-15,800 rpm | 1999 | N/A |
| Supertec/Playlife FB02 (Renault RS9)      | 71                        | V10           | 3.0            | Atmosférico | 780 hp 15,800 rpm            | 2000 | N/A |
| RS21                                      | 111                       | V10           | 3.0            | Atmosférico | 780 hp 17,400 rpm            | 2001 | N/A |
| RS22                                      | 111                       | V10           | 3.0            | Atmosférico | 825 hp 17,500 rpm            | 2002 | N/A |
| RS23                                      | 111                       | V10           | 3.0            | Atmosférico | 830-850 hp 18,000 rpm        | 2003 | HUN |
| RS24                                      | 72                        | V10           | 3.0            | Atmosférico | 880-900 hp 19,000 rpm        | 2004 | MON |
| RS25                                      | 72                        | V10           | 3.0            | Atmosférico | 900+ hp 19,000 rpm           | 2005 | AUS, MAL, BAH, SMR, EUR, FRA, GER, CHN Fernando Alonso (Campeonato de pilotos) Renault (Campeonato de constructores)                                           |

### Motores V8 atmosféricos
| Nombre del motor | Ángulo de inclinación (°) | Configuración | Cilindrada (L) | Aspiración            | Potencia                                 | Año  | Victorias                                                                                               |
| ---------------- | ------------------------- | ------------- | -------------- | --------------------- | ---------------------------------------- | ---- | --- |
| RS26             | 90                        | V8            | 2.4            | Aspirado naturalmente | 775-800 caballos de fuerza a 20500 rpm   | 2006 | Fernando Alonso (Campeonato Mundial de Pilotos) Renault (Campeonato Mundial de Constructores)           |
| RS27             | 90                        | V8            | 2.4            | Aspirado naturalmente | 770 caballos de fuerza a 19000 rpm       | 2007 | 2 |
| RS27             | 90                        | V8            | 2.4            | Aspirado naturalmente | >770 caballos de fuerza a 19000 rpm      | 2008 | 2 |
| RS27             | 90                        | V8            | 2.4            | Aspirado naturalmente | >750 caballos de fuerza a 18000 rpm KERS | 2009 | 2 |
| RS27             | 90                        | V8            | 2.4            | Aspirado naturalmente | >750 caballos de fuerza a 18000 rpm KERS | 2010 | Sebastian Vettel (Campeonato Mundial de Pilotos) Red Bull-Renault (Campeonato Mundial de Constructores) |
| RS27             | 90                        | V8            | 2.4            | Aspirado naturalmente | >750 caballos de fuerza a 18000 rpm KERS | 2011 | Sebastian Vettel (Campeonato Mundial de Pilotos) Red Bull-Renault (Campeonato Mundial de Constructores) |
| RS27             | 90                        | V8            | 2.4            | Aspirado naturalmente | >750 caballos de fuerza a 18000 rpm KERS | 2012 | Sebastian Vettel (Campeonato Mundial de Pilotos) Red Bull-Renault (Campeonato Mundial de Constructores) |
| RS27             | 90                        | V8            | 2.4            | Aspirado naturalmente | >750 caballos de fuerza a 18000 rpm KERS | 2013 | Sebastian Vettel (Campeonato Mundial de Pilotos) Red Bull-Renault (Campeonato Mundial de Constructores) |

## Aplicaciones

### Monoplazas

#### Renault
- Williams FW12C
- Williams FW13
- Williams FW14
- Williams FW14B
- Williams FW15C
- Williams FW16
- Williams FW17
- Williams FW18
- Williams otoño/invierno 2019
- Benetton B195
- Benetton B196
- Benetton B197
- Benetton B201
- Renault R202
- Renault R23
- Renault R24
- Renault R25
- Renault R26
- Renault R27
- Renault R28
- Renault R29
- Renault R30
- Renault R31
- Loto T128
- Loto E20
- Loto E21
- Red Bull RB3
- Red Bull RB4
- Red Bull RB5
- Red Bull RB6
- Red Bull RB7
- Red Bull RB8
- Red Bull RB9
- Ligier JS37
- Ligier JS39
- Caterham CT01
- Caterham CT03

#### Mecachrome
- Williams FW20

#### Supertec
- Williams FW21
- Flechas A21
- BARRA 01

#### Playlife
- Benetton B198
- Benetton B199
- Benetton B200

### Otras aplicaciones
- Renault Espace F1

## Resultados del Campeonato Mundial de Fórmula 1 con motores Renault.
- 12 Campeonatos Mundiales de Constructores.
- 11 Campeonatos Mundiales de Pilotos.
- 149 victorias en carreras.
- 160 pole positions.
- 409 podios.